# Dădaca
Dădaca (The Nanny) este un sitcom american produs de televiziunea CBS. S-a întins pe șase sezoane, între anii 1993 și 1999, având 146 de episoade. Rolurile principale au fost jucate de Fran Drescher, Charles Shaughnessy, Daniel Davis, Lauren Lane, Nicholle Tom, Benjamin Salisbury și Madeline Zima.